# تصنيف الإعاقة في الإبحار
تصنيف الإبحار لذوي الإعاقة هو الطريقة التي تُمكّن البحّارة من أصحاب الإعاقات المختلفة من التنافس، ويستند هذا التصنيف إلى عوامل تشمل البصر، والقدرة على الحركة، والثبات، ووظيفة اليدين. يتم التعامل مع عملية التصنيف من قبل الاتحاد الدولي للإبحار لذوي الإعاقة.

## التعريف
رياضة الإبحار لذوي الإعاقة مخصصة للأشخاص ذوي الإعاقات الجسدية أو ضعف البصر. ويستند التصنيف إلى القدرة البصرية، والحركية، والثبات، ووظيفة اليدين.

## الحوكمة
تُدار هذه الرياضة ويُشرف على تصنيفها الرابطة الدولية للإبحار لذوي الاحتياجات الخاصة. أما في الولايات المتحدة، فيتولى فريق الإبحار الأمريكي لذوي الإعاقة مسؤولية التصنيف. أما بالنسبة للأشخاص ذوي الإعاقات الذهنية، فإن رياضة الإبحار الخاصة بهم تُدار من قبل الأولمبياد الخاص.

## الأهلية
وحتى عام 2012، كان الأشخاص من ذوي الإعاقات البصرية والجسدية مؤهلين للمشاركة في هذه الرياضة.

## الرياضات
يمكن للبحّارة من ذوي الإعاقات الجسدية أن يتنافسوا ضمن نفس الفريق مع البحّارة من ذوي الإعاقات البصرية. كما أن المنافسات مختلطة من حيث الجنس.

## العملية
خلال عملية التصنيف، يجب على البحّار أن يرتدي أي طرف صناعي أو معدات خاصة ينوي استخدامها أثناء المنافسات. وبالنسبة للرياضيين الأستراليين في هذه الرياضة، فإن تنظيم الرياضة والتصنيف يتم من خلال الاتحاد الرياضي الوطني بدعم من اللجنة البارالمبية الأسترالية. وهناك ثلاثة أنواع من التصنيف متاحة للمشاركين الأستراليين: تصنيف مبدئي، وتصنيف وطني، وتصنيف دولي. الأول مخصص للمنافسات على مستوى الأندية، والثاني لمنافسات الولايات والمستوى الوطني، والثالث للمنافسات الدولية.

## في الألعاب البارالمبية
في دورة الألعاب البارالمبية الصيفية عام 1992، كان جميع أنواع الإعاقات مؤهلة للمشاركة، وتم تنفيذ التصنيف من قبل مصنفين مستقلين. أما في دورة الألعاب البارالمبية الصيفية لعام 2000، فقد تم إجراء 11 تقييماً تصنيفياً خلال الألعاب، نتج عنها تغيير التصنيف لأربعة رياضيين.
وفي دورة الألعاب البارالمبية الصيفية لعام 2016 في ريو، فرضت اللجنة البارالمبية الدولية سياسة "عدم وجود تصنيف أثناء الألعاب"، وهي سياسة أُقرّت في عام 2014 بهدف تجنّب التغييرات المفاجئة في التصنيف التي قد تؤثر سلباً على تحضيرات الرياضيين. كان مطلوباً من جميع المتنافسين أن يكونوا قد خضعوا لتصنيف دولي وتم تأكيد وضعهم التصنيفي قبل انطلاق الألعاب، على أن يتم التعامل مع الاستثناءات من هذه السياسة كل حالة على حدة. وفي حال كانت هناك حاجة لإجراء تصنيف أو إعادة تصنيف خلال الألعاب رغم كل الجهود المبذولة لتفادي ذلك، فقد تم تحديد موعد تصنيف رياضة الإبحار في 9 أيلول، بينما خُصصت الأيام من 4 إلى 6 أيلول لتصنيف الرياضيين من ذوي الإعاقات البصرية في مارينا دا غلوريا. أما بالنسبة للرياضيين من ذوي الإعاقات الجسدية أو الذهنية الذين يخضعون للتصنيف أو إعادة التصنيف خلال ألعاب ريو، فإن أول ظهور لهم في المنافسة يُعتبر مناسبة للمراقبة أثناء اللعب.

## المستقبل
وفي المستقبل، تعمل الهيئة العليا لتصنيف رياضات ذوي الإعاقة، وهي اللجنة البارالمبية الدولية، على تحسين نظام التصنيف ليعتمد على الأدلة العلمية بدلاً من الأداء، وذلك بهدف عدم معاقبة الرياضيين النخبة الذين يبدو أداؤهم أعلى من غيرهم مما قد يؤدي إلى تصنيفهم في فئة أعلى إلى جانب رياضيين يتلقون تدريباً أقل.